# Токанизи (Беневенто)
Токанизи је насеље у Италији у округу Беневенто, региону Кампанија.
Према процени из 2011. у насељу је живело 108 становника. Насеље се налази на надморској висини од 505 м.